# Keep yourself alive
《keep yourself alive》為日本女歌手華原朋美的首張單曲，由小室哲哉所製作。

## 說明
- 小室哲哉成立之唱片公司ORUMOK RECORDS的第一張單曲作品。
- 雖然幾乎沒有上電視節目宣傳，初登場便登上公信榜第9名，之後上升至第8名，並持續進入前10名達五週，最終銷量約37萬張。
- 歌詞內容為小室反映寫出華原20年間的生活樣貌，且樂曲音調相當高的原因是因為華原希望「想要唱誰都唱不了的高音歌曲」。

## 收錄歌曲
全碟作詞・作曲・編曲：小室哲哉
1. keep yourself alive [RADIO EDIT MIX]
2. keep yourself alive [ORIGINAL FULL LENGTH MIX]
3. keep yourself alive [INSTRUMENTAL]